# D47 (Tsjechië)
De Dálnice D47 (D47) is een snelweg in aanleg, gelegen in Tsjechië. Als het traject voltooid is, dan zal de weg gaan lopen vanaf de aansluiting met de D1 bij Lipník nad Bečvou via de stad Ostrava naar de grens met Polen en daar aansluiting bieden op het Poolse wegennetwerk.
De D47 werd in 2006 omgenummerd naar D1, en vormt het laatste traject van de D1 tot aan de Poolse grens.

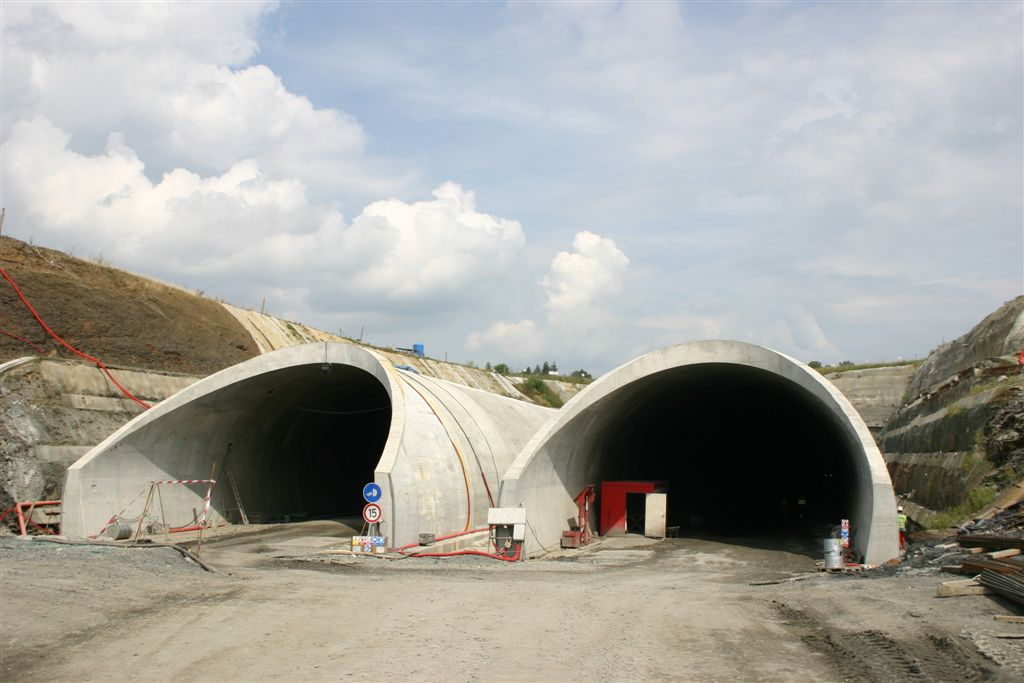
Aanleg van de tunnel bij Klimkovický op het traject van de D47

D 0 ·
D 1 ·
D 2 ·
D 3 ·
D 4 ·
D 5 ·
D 6 ·
D 7 ·
D 8 ·
D 10 ·
D 11 ·
D 35 ·
D 43 ·
D 46 ·
D 48 ·
D 49 ·
D 52 ·
D 55 ·
D 56